# Willows (California)
Willows (anteriormente Willow) es una ciudad ubicada en el estado estadounidense de California. Es la sede del condado de Glenn. Según las estimaciones de 2009 tenía una población de 6.289 habitantes y una densidad poblacional de 847.1 personas por km².

## Geografía
Willows se encuentra ubicada en las coordenadas 39°31′28″N 122°11′37″O / 39.52444, -122.19361. Según la Oficina del Censo, la ciudad tiene un área total de 7.5 km² (2.9 sq mi), de la cual 7.4 km² (2.9 sq mi) es tierra y 0.1 km² (0.04 sq mi) (1.04%) es agua.

## Demografía
Según el censo del año 2000, los ingresos medios por hogar en la localidad eran de $27.466 y los ingresos medios por familia eran $35.856. Los hombres tenían unos ingresos medios de $30.297 frente a los $22.159 para las mujeres. La renta per cápita para la localidad era de $12.523. Alrededor del 17.7% de las familias y del 24.6% de la población estaban por debajo del umbral de pobreza.